# Club Santos Laguna
A Club Santos Laguna (leggyakoribb becenevén Guerreros, azaz Harcosok) a mexikói első osztályú labdarúgó-bajnokság egyik meghatározó csapata, otthona a Comarca Lagunera elnevezésű agglomeráció, mely több kisebb község mellett három nagy, egybeépült városból áll: a Coahuila állambeli Torreónból, valamint a Durangóban található Gómez Palacióból és Lerdóból. Az 1983-ban alapított együttes eddig 6-szor (1996. tél, 2001. nyár, 2008 Clausura, 2012 Clausura, 2015 Clausura és 2018 Clausura) nyerte meg a bajnokságot, a kupát pedig egy alkalommal (2014 Apertura). Egy 2013-as felmérés szerint az ötödik legnépszerűbb csapat az országban.
A Santos női csapata (becenevük: Guerreras, azaz harcosnők) 2017-ben alakult meg.

## Története

### Alapítás
A csapat története azzal kezdődött, hogy 1982-ben megszűnt Veracruz város harmadosztályú csapata, a Tuberos de Veracruz, és a játékosokat átvette a Mexikói Társadalombiztosítási Intézet (Instituto Mexicano del Seguro Social) és átköltöztette Gómez Palacióba, ami a La Laguna vagy Comarca Lagunera nevű agglomeráció része. A rossz infrastruktúra miatt azonban ideiglenesen a Tlaxcala állambeli Santa Cruz vált a csapat otthonává, innen ered a Santos név. Itt azonban csak 1983 végéig maradtak, ekkor végleg „hazaköltöztek” a Lagunába.
A Santos Laguna első mérkőzésére 1983. szeptember 4-én került sor, 2:0 arányban győztek a guadalajarai egyetem fiókcsapata, a Bachilleres ellen. Egy év múlva máris feljutottak a másodosztályú bajnokságba. Ekkor (1984-ben) tulajdonosváltás történt a klubnál: az IMSS-től Salvador Necochea és Juan Abusaid üzletemberek vásárolták meg, akiknek feltett szándéka volt, hogy minél előbb feljuttassák a csapatot a legmagasabb osztályba.
Néhány kevésbé sikeres másodosztályú év után az 1986-1987-es szezonban (ekkor használtak először zöld-fehér mezt) az alapszakaszt 66 ponttal az élen zárták, viszont a rájátszásban kevesebb sikerben volt részük. Ezután, 1988-ban a csapat megvásárolta az addig első osztályú Ángeles de Puebla játékosait, így a Santos első osztályúvá vált.

### Első osztályú tagság
1988. október 16-án került sor a Corona Stadionban az első első osztályú mérkőzésre: a csapat a Monarcas Morelia ellen 1–1-es döntetlent ért el. Az ezt követő időszak igen nehéz volt a csapat számára, nem lehettek nagyobb céljaik, mint küzdeni a bent maradásért. Azonban az 1989–1990-es szezonra már egy sokkal ütőképesebb csapat állt össze, mely hazai pályán az egész szezonban mindössze egyetlen vereséget könyvelhetett el, ezért is nevezték abban az évben a Corona Stadiont „La Casa del Dolor Ajenónak”, vagyis az „Idegen Fájdalom Házának”. (Ez a név később átöröklődött az új stadionra is és ma is használják.) Azonban a sok döntetlennek és az idegenbeli gyengébb mérlegnek köszönhetően most még összesítésben a Santos nem ért el kimagasló eredményt.
Az első szezon, amikor a rájátszásba jutott a csapat, az 1993–1994-es volt: április 13-án az Atlas vendégeként ugyan 1–0-ra kikaptak, de a visszavágón hazai pályán 3–1-es győzelmet aratva továbbjutottak és egészen a döntőig meneteltek, ahol azonban az Estudiantes szerezte meg a bajnoki címet.
Az első bajnoki címet az 1996-os téli szezonban ünnepelhették: december 22-én visszavágva az első meccsen elszenvedett 0–1-es vereségért, Jared Borgetti utolsó pillanatokban szerzett góljának köszönhetően 4–2 arányú győzelmet arattak a Necaxa fölött.
Az első címet néhány év múlva egy újabb követte: 2001 májusában a Pachuca legyőzésével lettek bajnokok, majd 2004-ben sikeres nemzetközi szereplés következett: az Amerikai Egyesült Államokban rendezett Interliga döntőjét az Atlas ellen sikerrel vívták meg, így kijutottak a Copa Libertadoresre. A sorozat első meccsére 2004. február 4-én került sor hazai pályán, a chilei Universidad de Concepción ellen döntetlent értek el. A csoportmeccseken túljutva a nyolcaddöntőben véreztek el: hazai pályán kikaptak az argentin River Plate csapatától, de futballtörténelmi eredményt elérve idegenben legyőzték őket. Azonban a büntetőpárbaj során egy bírói tévedés következtében búcsút kellett, hogy intsenek a sorozatnak.
A hazai bajnokságban a következő években gyengébben szerepelt a csapat, még a kiesés veszélye is felmerült. Hozzájárult a problémákhoz az is, hogy Carlos Ahumada, az új tulajdonos a törvénnyel is szembekerült. Ekkor még az is felvetődött, hogy a csapat esetleg megszűnik vagy másik városba költözik. A szurkolók tüntetéseket tartottak, ezek alkalmával született meg az ¡Un Guerrero nunca muere! (Egy Harcos sosem hal meg!) jelmondat is. Végül a több mint két évig tartó bonyodalom azzal zárult, hogy a klub visszakerült korábbi tulajdonosaihoz.
2007 elején az akkori tulajdonos Grupo Modelo (mely többek között a Corona sör gyártója, amiről a stadionjuk is a nevét kapta) megerősítette a keretet, így sikerült elkerülni az alsóbb osztályba zuhanást. Sőt, az év második felében valósággal szárnyalni kezdett a csapat: történelmük legtöbb pontjával (38) zárták az idényt, és a legtöbb gólt is ők szerezték a bajnokság csapatai közül. A következő év Clausura bajnokságát meg is nyerték a döntőben a Cruz Azult legyőzve.
2009. november 11-e jelentős esemény volt a csapat életében: ekkor avatták fel új, rendkívül modern stadionjukat, a ma is használt Estadio Territorio Santos Modelo Coronát. Az első meccset az új arénában a Club América ellen játszották, az eredmény döntetlen lett. A következő év Clausura bajnokságában ismét a döntőig meneteltek, és e menetelés során ismét történelmet írtak: a rájátszások történetének legnagyobb győzelmét aratták, amikor az elődöntőben 7–1-re legyőzték a Monarcas Morelia együttesét. Ez volt egyébként a klub 300. győzelme. A döntőt azonban elbukták: büntetőkkel ezúttal a Deportivo Toluca bizonyult jobbnak (vagy szerencsésebbnek). A 2010-es Apertura bajnokságban ismét bejutott a rájátszásba: 8 legutóbbi szezonja alatt hetedszer, ezzel akkor csúcstartó volt. A döntőbe is bejutott, azonban most a Rayados de Monterrey vitte el a bajnoki trófeát. A 2011-es Apertura bajnokság hasonlóan alakult: ismét a döntőig jutottak el, és ismét csak a második helyet tudták megszerezni, ezúttal a Tigres mögött.
2012-ben a Clausura viszont szebben zárult a csapat számára: az alapszakasz győztesei és legtöbb gólt szerző együttese lettek, majd a döntőig meneteltek és azt is megnyerték, visszavágva a Rayadosnak a 2010-es vereségért. A 2014-es Apertura szezonban megszerezték történetük első kupagyőzelmét is.
2013-ban a klub Grupo Modelótol az Orlegi Deportes tulajdonába került. A 2015-ös Clausura szezonban az alapszakaszban mindössze a 8. helyen végeztek, ám ezután a döntőig meneteltek, sőt, meg is nyerték azt. Három évvel később hatodik bajnoki címüket is megszerezték.

## Bajnoki eredményei
A csapat első osztályú szereplése során az alábbi eredményeket érte el:
| Év                | Alapszakasz-helyezés                                                          | Eredmény a rájátszásban |
| ----------------- | ----------------------------------------------------------------------------- | ----------------------- |
| 1988–1989         | 18. hely                                                                      |                         |
| 1989–1990         | 17. hely                                                                      |                         |
| 1990–1991         | 19. hely                                                                      |                         |
| 1991–1992         | 16. hely                                                                      |                         |
| 1992–1993         | 17. hely                                                                      |                         |
| 1993–1994         | 4. hely                                                                       | 2. hely                 |
| 1994–1995         | 8. hely                                                                       | Negyeddöntős            |
| 1995–1996         | 14. hely                                                                      |                         |
| 1996 tél          | 2. hely                                                                       | Bajnok                  |
| 1997 nyár         | 7. hely                                                                       | Negyeddöntős            |
| 1997 tél          | 18. hely                                                                      |                         |
| 1998 nyár         | 7. hely                                                                       | Negyeddöntős            |
| 1998 tél          | 14. hely                                                                      |                         |
| 1999 nyár         | 5. hely                                                                       | Elődöntős               |
| 1999 tél          | 14. hely                                                                      |                         |
| 2000 nyár         | 2. hely                                                                       | 2. hely                 |
| 2000 tél          | 6. hely                                                                       | Elődöntős               |
| 2001 nyár         | 2. hely                                                                       | Bajnok                  |
| 2001 tél          | 8. hely                                                                       | Negyeddöntős            |
| 2002 nyár         | 4. hely                                                                       | Elődöntős               |
| 2002 Apertura     | 8. hely                                                                       | Elődöntős               |
| 2003 Clausura     | 9. hely                                                                       |                         |
| 2003 Apertura     | 4. hely                                                                       | Negyeddöntős            |
| 2004 Clausura     | 14. hely                                                                      |                         |
| 2004 Apertura     | 14. hely                                                                      |                         |
| 2005 Clausura     | 6. hely                                                                       | Negyeddöntős            |
| 2005 Apertura     | 11. hely                                                                      |                         |
| 2006 Clausura     | 17. hely                                                                      |                         |
| 2006 Apertura     | 18. hely                                                                      |                         |
| 2007 Clausura     | 9. hely                                                                       | Negyeddöntős            |
| 2007 Apertura     | 1. hely                                                                       | Elődöntős               |
| 2008 Clausura     | 2. hely                                                                       | Bajnok                  |
| 2008 Apertura     | 10. hely                                                                      | Elődöntős               |
| 2009 Clausura     | 9. hely                                                                       |                         |
| 2009 Apertura     | 6. hely                                                                       | Negyeddöntős            |
| 2010 Bicentenario | 5. hely                                                                       | 2. hely                 |
| 2010 Apertura     | 3. hely                                                                       | 2. hely                 |
| 2011 Clausura     | 9. hely                                                                       |                         |
| 2011 Apertura     | 4. hely                                                                       | 2. hely                 |
| 2012 Clausura     | 1. hely                                                                       | Bajnok                  |
| 2012 Apertura     | 9. hely                                                                       |                         |
| 2013 Clausura     | 6. hely                                                                       | Elődöntős               |
| 2013 Apertura     | 2. hely                                                                       | Elődöntős               |
| 2014 Clausura     | 4. hely                                                                       | Elődöntős               |
| 2014 Apertura     | 9. hely                                                                       |                         |
| 2015 Clausura     | 8. hely                                                                       | Bajnok                  |
| 2015 Apertura     | 15. hely                                                                      |                         |
| 2016 Clausura     | 7. hely                                                                       | Negyeddöntős            |
| 2016 Apertura     | 16. hely                                                                      |                         |
| 2017 Clausura     | 5. hely                                                                       | Negyeddöntős            |
| 2017 Apertura     | 14. hely                                                                      |                         |
| 2018 Clausura     | 4. hely                                                                       | Bajnok                  |
| 2018 Apertura     | 4. hely                                                                       | Negyeddöntős            |
| 2019 Clausura     | 11. hely                                                                      |                         |
| 2019 Apertura     | 1. hely                                                                       | Negyeddöntős            |
| 2020 Clausura     | 3. hely Nem hivatalos eredmény, mivel a bajnokságot 10 forduló után törölték. |                         |
| 2020 Apertura     | 8. hely                                                                       |                         |
| 2021 Clausura     | 5. hely                                                                       | 2. hely                 |
| 2021 Apertura     | 5. hely                                                                       | Negyeddöntős            |
| 2022 Clausura     | 14. hely                                                                      |                         |
| 2022 Apertura     | 3. hely                                                                       | Negyeddöntős            |
| 2023 Clausura     | 13. hely                                                                      | Negyeddöntős            |
| 2023 Apertura     | 9. hely                                                                       | 9. hely                 |
| 2024 Clausura     | 15. hely                                                                      |                         |

## Címere
Amikor 1983-ban a Santos megalakult, címerét nagyon hasonlóra tervezték a brazil Santos FC-éhez: ez a címer még egy csúcsos pajzs volt, amelyet egy ferde sáv választott ketté, amelyben a SANTOS szó volt olvasható. A sáv alatt függőleges csíkok, fölötte pedig egy angyalglória volt látható, ez alatt pedig az akkori tulajdonos, a Mexikói Társadalombiztosítási Intézet nevének rövidítése (IMSS) szerepelt. Az egész ábra minden része egyetlen színű volt: kissé kékes árnyalatú zöld. Ezt a címert mindössze az első évben használták, utána lecserélték egy olyanra, ami már nagyon hasonlít a maihoz, de azért több különbség is van köztük: az 1984-es címer még teljesen egyszínű zöld volt (kevésbé kékes, világosabb árnyalatú), és nem voltak rajta csillagok sem, hiszen azok a bajnoki címeket jelzik, és ekkor még a Santos nem volt bajnok egyszer sem. Később a tetején látható korona sárga színűre váltott, a belső felirat pedig feketére, majd 1996-ban belekerült az első csillag, ekkor még közvetlenül a felirat alá. Amikor 2001-ben másodszor is bajnokok lettek, és újabb csillagot illesztettek a címerbe, a benne látható focilabda ötszögeinek színárnyalata is kissé megváltozott: ekkortól kezdve kapták meg a mai, kissé kékes zöld színüket, egyúttal az egész címer vastagabb fekete keretet is kapott. 2008-ban újabb csillag kerülhetett a címerbe, majd 2012-ben átalakították úgy, hogy a csillagok ne belül, hanem alatta sorakozzanak. Innentől kezdve a címer már változatlan maradt, csak újabb csillagok kerültek alá újabb bajnoki címek elnyerésekor. 2018-ban, az alapítás 35. évfordulójára emlékezve ideiglenesen megváltoztatták a címert: a csillagok bal oldalra kerültek, míg a jobb oldalra egy zöld színű 35-ös szám simult rá.

## Stadion

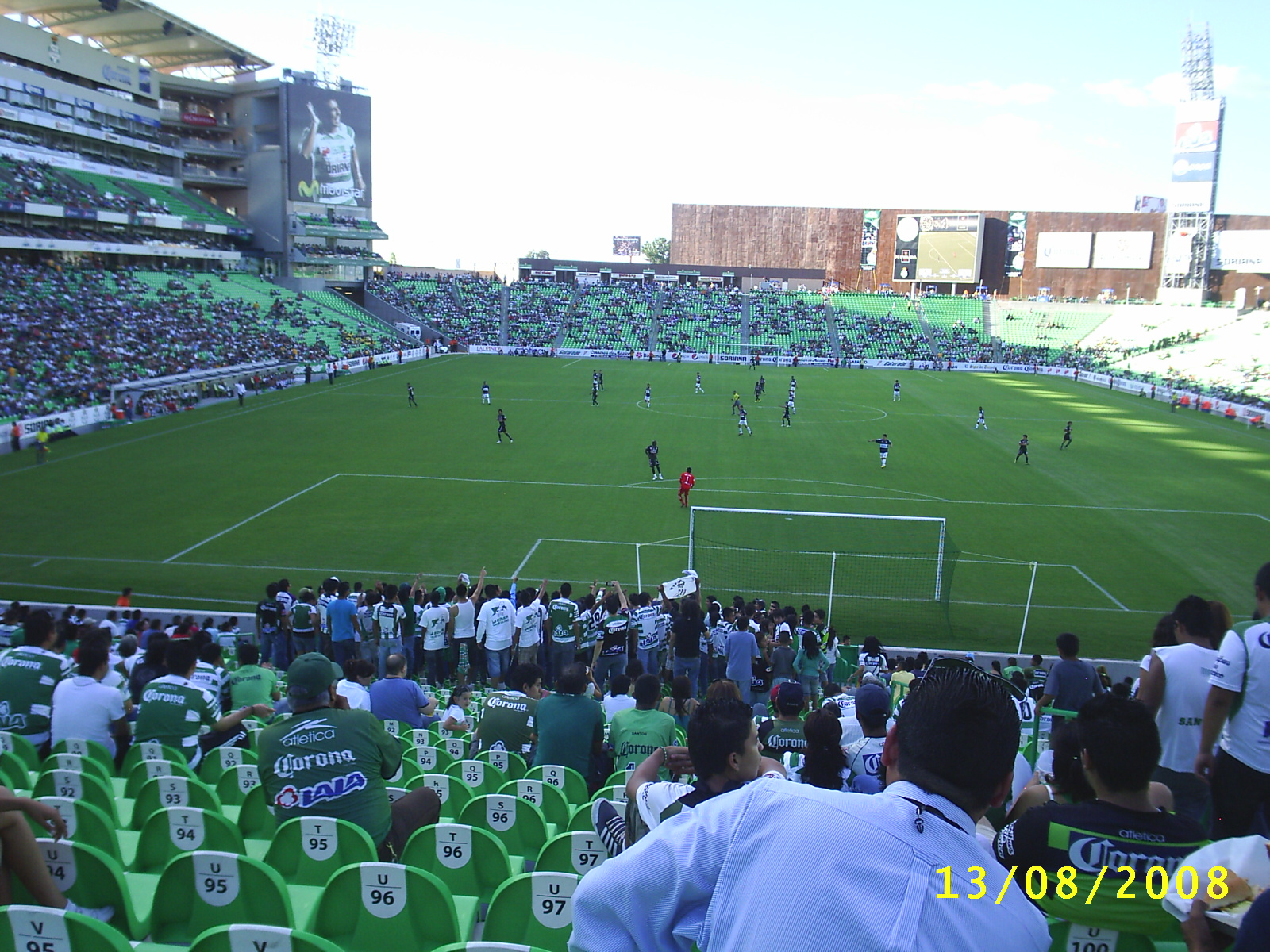
Az Estadio TSM Corona

A Santos megalakulásától kezdve csaknem 3 évtizeden keresztül a Torreónban található Estadio Corona stadionban játszotta hazai mérkőzéseit. 2007-ben azonban elkészültek a tervek egy új, nagyobb és modernebb stadion építésére, szintén Torreónban, de eléggé a városon kívül, attól északkeletre. Az építkezés 2009-ben fejeződött be, november 11-én tartották az új Estadio TSM Corona avatóünnepségét. Befogadóképessége 30 000 fő, mely szükség esetén 38 000-re is bővíthető, koncertek alkalmával viszont „csak” 20 000 embert engednek be.
A stadionhoz tartozó komplexumban összesen 6 rendes méretű pálya (közülük 2 és fél műfüves) található, emellett számos öltöző, sajtóhelyiség, kiállítások a csapat trófeáiról, a klub egykori elnökeiről, egy 400 fő befogadóképességű templom és egy körülbelül 500 urnából álló urnatemető („kolumbárium”). Az épületek mellett egy hatalmas parkoló is felépült, mintegy 3000 jármű számára.
A jövőbeli tervek között szerepel közvetlenül a stadion mellett egy 120 szobás hotel felépítése is, melynek 60 szobájából a pályára is kilátás nyílik. Ez lenne az első ilyen típusú szálloda egész Latin-Amerikában. Emellett egy kereskedelmi központot is létesítenének itt, és a város lakóövezete is terjeszkedik a stadion irányában.

## Kapcsolat a skót Celtickel
2010 szeptemberében a Santos Laguna és a szintén zöld–fehér skót Celtic FC úgy döntött, a jövőben a két csapat szorosan együttműködik egymással számos tekintetben: játékosokat cserélnek, megismerik egymás edzésmódszereit, barátságos meccseket és látogatásokat szerveznek, valamint kereskedelmi szövetséget is kötnek egymással. (Ennek első lépése 1000 mez cseréje volt.) Az együttműködés 2011 elején vált hivatalossá. Nemcsak a két ország labdarúgását és a két csapatot népszerűsítik ezzel kölcsönösen, hanem a helyi rászorulók szociális támogatásából is közösen veszik ki a részüket mind Skóciában, mind Mexikóban, az angol–spanyol vegyes nevű közös alapítvány, a Green & Blanco révén. A csapatok saját honlapján linket helyeztek el a másik klub honlapjára, a Santos TV-ben pedig időnként Celtic TV címmel műsor is jelentkezik.

## Szurkolók

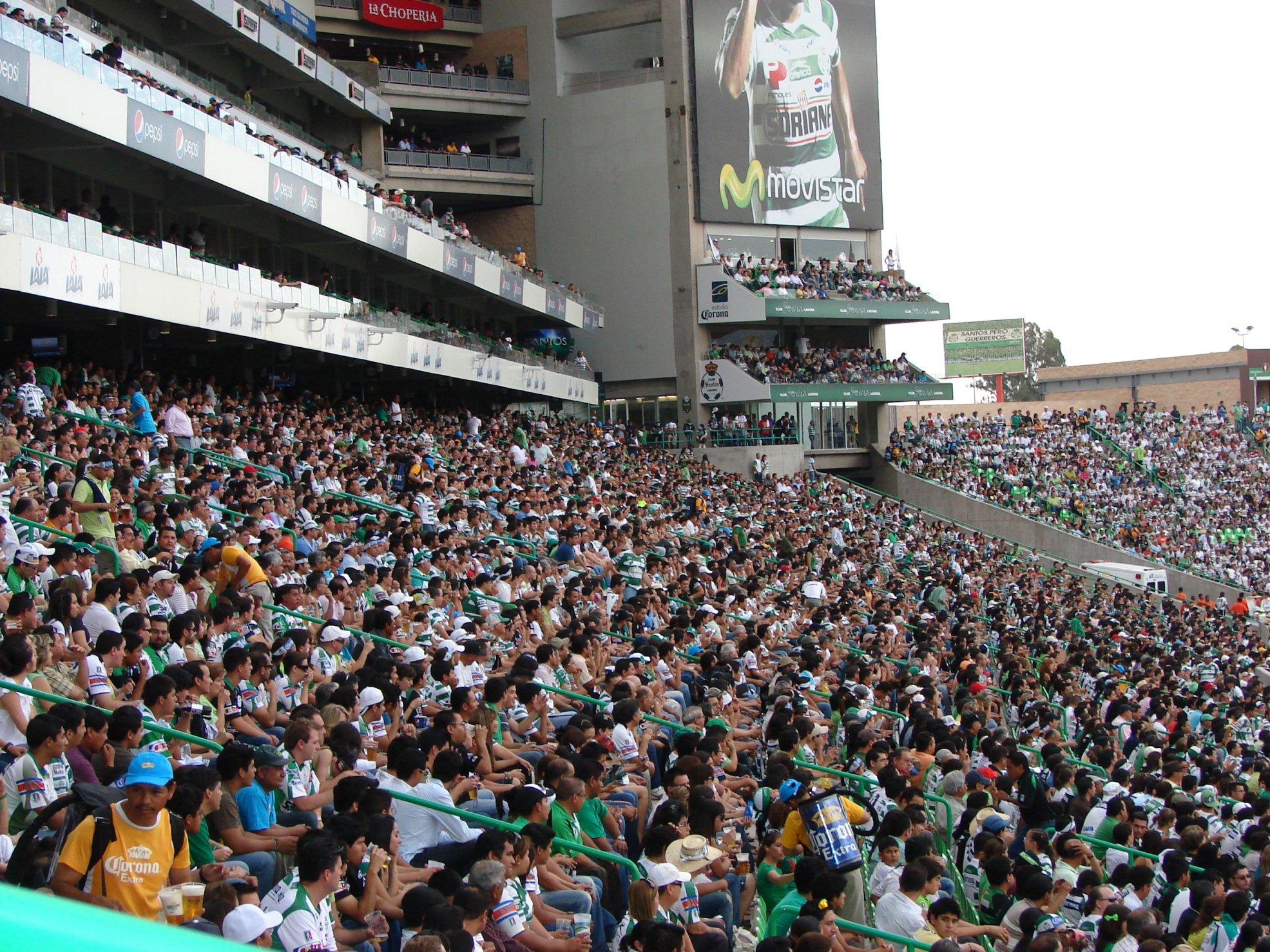
Megtelt az Estadio TSM Corona

A Santos rendelkezik Mexikó egyik legnagyobb és leglelkesebb szurkolótáborával. Nem csak a Comarca Lagunera területén élnek nagy számban szurkolói, és nem csak az azt tartalmazó két államban, Coahuilában és Durangóban, hanem több közeli államban, így Zacatecas és Chihuahua területén is igen sokan vannak, de az ország bármely vidékén találkozhatunk velük.
Egy 2008 végén a Comarca Lagunerában a szimpatizánsok körében készült felmérés szerint elsöprő többségük úgy vélekedik, az nem igazi szurkoló, aki csak tévében nézi a csapat meccseit. 15,2% szerint csak azok a valódi szurkolók, akik minden mást félresöpörnek azért, hogy nézhessék a csapatot vagy focizhassanak, 21,6% szerint azok, akik ha tehetik, kijárnak a stadionba, 32,6% szerint azok is, akik „nem mindig” járnak ki. Arra a kérdésre, hogy mit csinál egy szurkoló a stadionban, 66,2% válaszolta, hogy jelenlétével támogatja a csapatot, 32,2% szerint hangosan szurkolni, kiabálni is kell. 21,4% szerint a stadionba járás elsősorban alkalom az alkoholfogyasztásra.
A helyben lakó szurkolók közül azonban nem mindenkinek volt a kedvence a Santos, mindössze 82,4%-uknak. 5,8% válaszolta azt, hogy a mexikóvárosi Club América a kedvence, 2,6%-nak a guadalajarai Chivas, 1,8%-nak a szintén fővárosi Cruz Azul, 1,4%-nak pedig az ugyancsak Mexikóvárosban működő UNAM Pumas.
A Santos két legfontosabb szurkolói „ultra”-csoportja a La Komún és a La Tribu, melyek időnként egymással is összetűznek és bizonyos tagjaiknak „köszönhetően” néha az értelmetlen vandalizmustól sem állnak távol.
A Santos két legfőbb riválisa a két monterreyi csapat: a Rayados és a Tigres.
A hazai meccsek alkalmával a Las Guerreras (A Harcosnők) táncoslány-csoport dobja fel a hangulatot.
A Santos jelenléte a világhálós közösségi oldalakon is erős: 2017 februárjában hivatalos Facebook-oldaluknak körülbelül 1 350 000 kedvelője, Twitter-oldaluknak 595 000 követője volt.

## A csapat himnusza
A csapatnak néhány évvel a megalakulása utántól kezdve több zeneszámot is komponáltak lelkes szurkolók. Az elsőt 1991-ben, abban az időszakban készítette Ricardo Serna, amikor a csapatot a kiesés réme fenyegette. A dal címe Ya es ora de ganar volt, azaz Már itt a győzelem ideje. Ez azonban nem egy sikeres csapatra vallott, így nem volt alkalmas igazi csapathimnusznak. Ezért a dalszerző 1992-ben a klub akkori elnökéhez, Armando Navarro Gascónhoz fordult, hogy segítsen egy himnusz létrehozásában. Így készült el az El Equipo de Todos (Mindenki Csapata), mely azonban Navarro halála miatt mégsem lett hivatalos himnusz.
1994 áprilisában íródott a következő, a Santos Campeón című, mely azonban nem debütálhatott abban az évben, mivel az UAG Estudiantes Tecos a döntőben legyőzte a Santost. Ennek ellenére azonban a dalt a későbbiekben sem felejtették el, és sok szurkoló ma is szívesen énekli.
1996-ban a chilei Wildo Labarca újabb szerzeménnyel jelentkezett: megírta a Verdiblanco el corazón (Zöld-fehér a szív) című dalt, melynek témáját főként később, a 2011-es Apertura során használtak fel szögletrúgások és nehéz pillanatok alkalmával. 1997-ben íródott a Himno a la Afición (Himnusz a Szurkolóknak), majd 2001-ben a második bajnoki cím megszerzésének alkalmával a Venceremos (Győzni fogunk), melyet az utcákon ünneplő tömeg énekelt abban az évben.
Ezután még több különböző szerzemény is született, köztük jeles évfordulók alkalmával: a klub 20 éves születésnapjára egy Hiromi nevű helyi „művész”, a 25 évesre pedig Yahir írt egy-egy dalt, majd később szintén Yahir egy Cynthia nevű előadóval közösen elkészítette a még újabb himnuszt.
A csapat jelenleg véglegesnek tűnő hivatalos himnusza 2012-ben jelent meg, hossza 2 perc 57 másodperc. Szövege a következő:
| Somos de la Comarca Lagunera                            | A Comarca Lagunerából vagyunk                              |
| Orgullosos defendemos nuestra tierra                    | Büszkén védjük földünket                                   |
| Tierra de hombres y mujeres de pelea                    | Harcos férfiak és nők földjét                              |
| Aquí nadie nos viene a intimidar                        | Itt minket senki sem félemlít meg                          |
|                                                         |                                                            |
| Verde y blanca nuestra piel y la playera                | Zöld és fehér a bőrünk és a mezünk                         |
| El que no la sude lo queremos fuera                     | Aki nem izzadja össze, nem való közénk                     |
| La confianza corre fuerte por las venas                 | Az önbizalom forr ereinkben                                |
| Tres ciudades, dos estados y un ideal                   | Három város, két állam és egy ideál                        |
|                                                         |                                                            |
| El ser campeones                                        | Bajnoknak lenni                                            |
| Por eso en Santos siempre juegan los mejores            | Ezért a Santosban mindig a legjobbak játszanak             |
| Nos gusta ver sudar a nuestros jugadores                | Szeretjük látni izzadni játékosainkat                      |
| Y ver el miedo en la cara del rival                     | És a félelmet ellenfelünk arcán                            |
|                                                         |                                                            |
| Somos guerreros, somos campeones                        | Harcosok vagyunk, bajnokok vagyunk                         |
| Somos la fuerza de miles de corazones                   | Szívek ezreinek ereje vagyunk                              |
| Somos el eco de nuestras voces                          | Hangjaink visszhangja vagyunk                              |
| Esas que cimbran el estadio siempre que juntos gritamos | Melyektől zeng a stadion, mikor együtt kiáltjuk:           |
| Duro, duro, duro Santos duro                            | Keményen, keményen, keményen, Santos, keményen             |
| El mundo entero nos teme por Guerreros                  | Az egész világ fél tőlünk, Harcosoktól                     |
| Y orgullosamente somos laguneros                        | És büszkén vagyunk Lagunerók (lagunaiak)                   |
|                                                         |                                                            |
| Esta es la Casa del Dolor Ajeno                         | Ez az Idegen Fájdalom Háza                                 |
| Aquí se arriesga la vida en cada juego                  | Itt minden alkalommal az életüket kockáztatják             |
| Nadie tiene una afición con tanto aliento               | Senkinek sincsenek ilyen erős szurkolói                    |
| Somos el número doce al jugar                           | Mi vagyunk a tizenkettedik játékos                         |
|                                                         |                                                            |
| En poco tiempo hemos creado mucha historia              | Rövid idő alatt nagy történelmet írtunk                    |
| Sobre el desierto construimos nuestra gloria            | A sivatagban építjük fel dicsőségünket                     |
| Aquí todo cuesta el doble y lo que importa              | Itt minden kétszeresébe kerül, és ami fontos               |
| Es que peleamos y peleamos de verdad                    | Az az, hogy harcolunk, és igazán harcolunk                 |
|                                                         |                                                            |
| El ser campeones                                        | Bajnoknak lenni                                            |
| Por eso en santos siempre juegan los mejores            | Ezért a Santosban mindig a legjobbak játszanak             |
| Nos gusta ver sudar a nuestros jugadores                | Szeretjük látni izzadni játékosainkat                      |
| Y ver el miedo en la cara del rival                     | És a félelmet ellenfelünk arcán                            |
| Somos guerreros, somos campeones                        | Harcosok vagyunk, bajnokok vagyunk                         |
| Somos la fuerza de miles de corazones                   | Szívek ezreinek ereje vagyunk                              |
| Somos el eco de nuestras voces                          | Hangjaink visszhangja vagyunk                              |
| Las que retumban el Corona siempre que juntos gritamos  | Melyektől zeng a Corona (stadion), amikor együtt kiáltjuk: |
| Duro, duro, duro Santos duro                            | Keményen, keményen, keményen, Santos, keményen             |
| El mundo entero nos teme por Guerreros                  | Az egész világ fél tőlünk, Harcosoktól                     |
| Y orgullosamente somos laguneros                        | És büszkén vagyunk Lagunerók                               |
| Duro, duro, duro Santos duro                            | Keményen, keményen, keményen, Santos, keményen             |

## Utánpótlás
Az utánpótlás-akadémiák rendszerét 2010. január 11-én indították el, ma mintegy 300 növendék vesz részt a munkában. Az utánpótlás-csapatokat is számos belföldi és nemzetközi versenyen indítják, többek között a Copa Vallartán, a Copa SKF-en és a Gothia Cupon. Emellett egy saját szervezésű utánpótláskupa is kötődik az egyesülethez: a Copa Santos, melyet az Estadio TSM Coronában rendeznek és meghívottként részt vesz rajta az ország összes jelentős futballakadémiája, valamint külföldi csapatok is.
2012-ben az utánpótlás terén is országos terjeszkedéshez kezdett a csapat. Ma a Comarca Lagunerán kívül még 5 városban működtet utánpótlás-akadémiát: kettőt Coahuila államban (Piedras Negras és Monclova városokban), egyet Chihuahuában (Ciudad Juárezben), egyet az Új-León állambeli Monterreyben és egyet Mexikóvárosban.

## Játékoskeret
A 2018-as Clausura bajnokságban:
| #  |     | Poszt | Név                |
| -- | --- | ----- | ------------------ |
| 1  | MEX | K     | Jonathan Orozco    |
| 2  | MEX | V     | José Abella        |
| 3  | URU | V     | Gerardo Alcoba     |
| 4  | MEX | V     | Jorge Sánchez      |
| 5  | MEX | V     | Óscar Bernal       |
| 6  | MEX | KP    | Diego de Buen      |
| 7  | MEX | KP    | Jesús Isijara      |
| 9  | ARG | CS    | Julio César Furch  |
| 10 | MEX | KP    | Oswaldo Martínez   |
| 11 | MEX | KP    | Ulisés Dávila      |
| 13 | URU | CS    | Jonathan Rodríguez |
| 14 | MEX | V     | Néstor Araujo      |

| #  |     | Poszt | Név               |
| -- | --- | ----- | ----------------- |
| 15 | URU | KP    | Brian Lozano      |
| 16 | MEX | KP    | Ulisés Rivas      |
| 17 | MEX | V     | Gerardo Arteaga   |
| 18 | MEX | KP    | David Andrade     |
| 19 | MEX | V     | Jorge Flores      |
| 20 | CHI | KP    | Bryan Rabello     |
| 21 | CPV | CS    | Djaniny           |
| 23 | MEX | KP    | José Juan Vázquez |
| 24 | ARG | V     | Carlos Izquierdoz |
| 27 | MEX | KP    | Javier Cortés     |
| 28 | MEX | K     | Carlos Acevedo    |

## Egykori híres játékosok

### „Halhatatlan Szentek”
A Santos legjobb játékosait az úgynevezett „Halhatatlan Szentek” (Santos Inmortales) klubjába sorolja be. Ez a megtiszteltetés csak keveseket érhet, 2017-ig mindössze négyen kapták meg ezt a kitüntetést:
| mexikói          | Oswaldo Sánchez   | 2007–2014            |
| mexikói          | Jared Borgetti    | 1996–2004            |
| chilei · mexikói | Rodrigo Ruiz      | 2000–2007, 2010–2011 |
| ecuadori         | Christian Benítez | 2007–2011            |

### Más ismert játékosok
| argentin · olasz | Mauro Camoranesi  | 1995–1996 |
| mexikói          | Cuauhtémoc Blanco | 2008      |

## A női csapat
Miután 2016 végén bejelentették, hogy jövő évben országos női bajnokság indul, hamarosan, 2017 elején a Santos is létrehozta saját női csapatát. Első mérkőzésüket 2017. július 29-én, hazai pályán játszották a León ellen, a találkozó a Santos 2–1-es győzelmével zárult. Történetük első gólját Blanca Rodríguez szerezte.